# Commer (marka samochodów)
Commer – dawne brytyjskie przedsiębiorstwo zajmujące się produkcją samochodów. Istniało w latach 1905-1979. Znane było z produkcji samochodów ciężarowych oraz użytkowych (zwłaszcza pocztowych).
Pierwszy pojazd ciężarowy własnej konstrukcji wypuszczono na rynek w 1907 roku. Dwa lata później zaczęto montować również omnibusy. W czasie I wojny światowej produkowano samochody ciężarowe na rzecz brytyjskiej armii. W 1926 roku zostało przejęte przez zakłady Humber i weszło w skład koncernu Rootesa. W 1934 do zakładów Commer dołączono firmę Karrier.
W latach siedemdziesiątych koncern Rootesa został przejęty przez Chryslera, a marka Commer zastąpiona przez Dodge. Po kupnie europejskiej filii Chryslera – "Chrysler Europe" ("Chrysler France"), przez Peugeot samochody konstrukcji Commer sprzedawano pod marką Renault, gdyż obie francuskie firmy kooperowały ze sobą na obszarze pojazdów użytkowych.
Oprócz samochodów ciężarowych wytwarzano pojazdy wojskowe, użytkowe, półciężarówki i pick-upy.

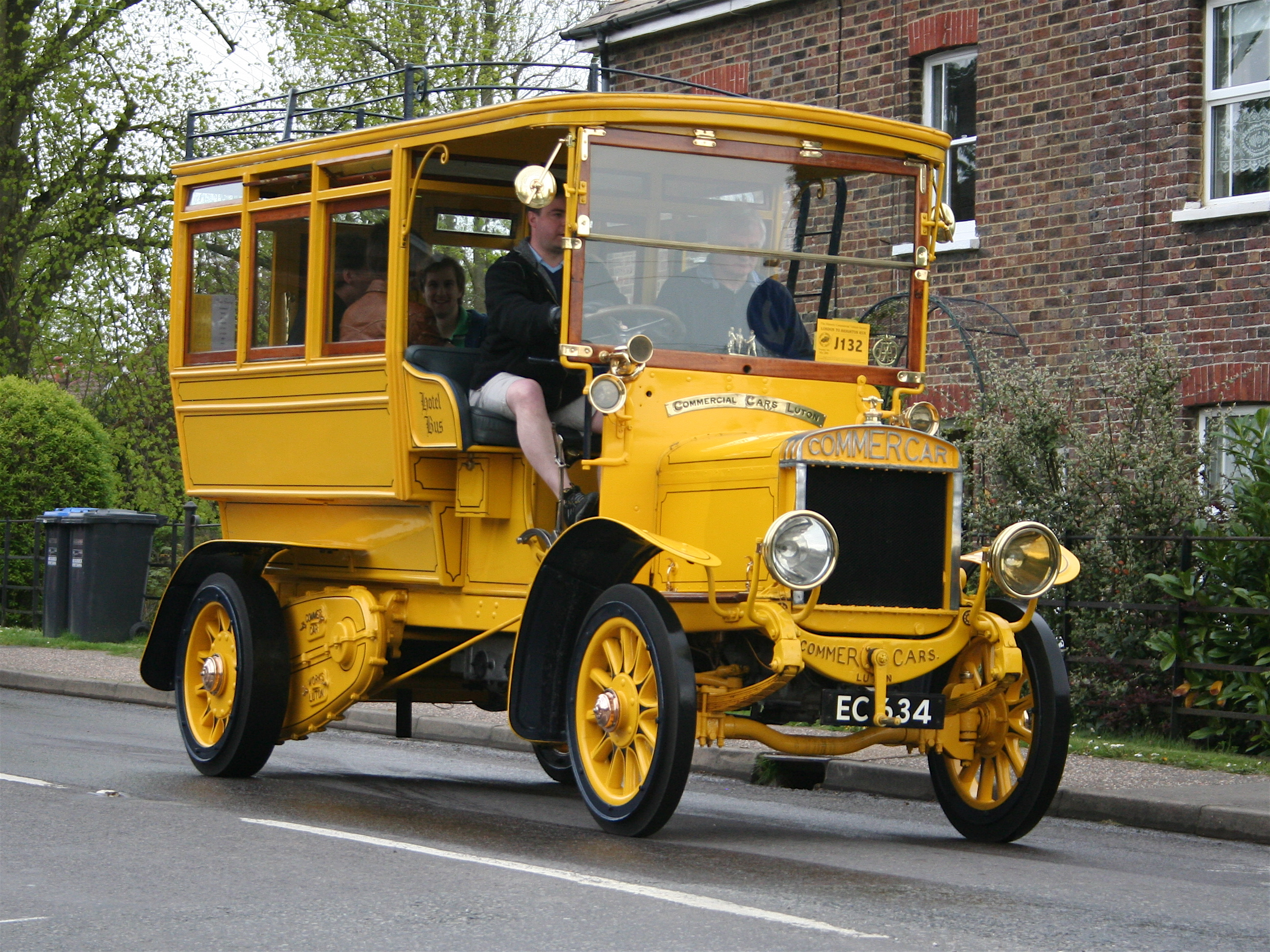
Model 1909
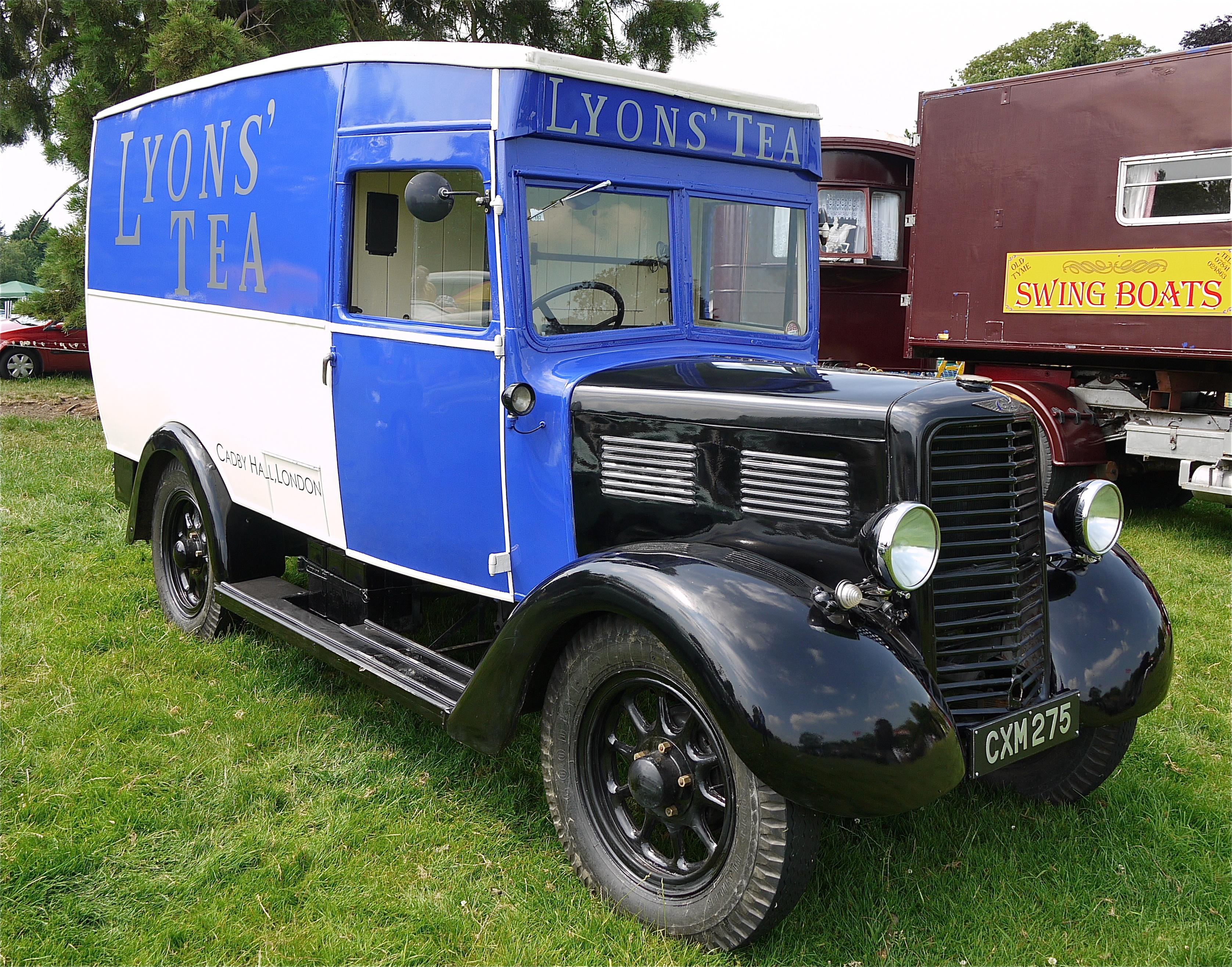
Model 1936
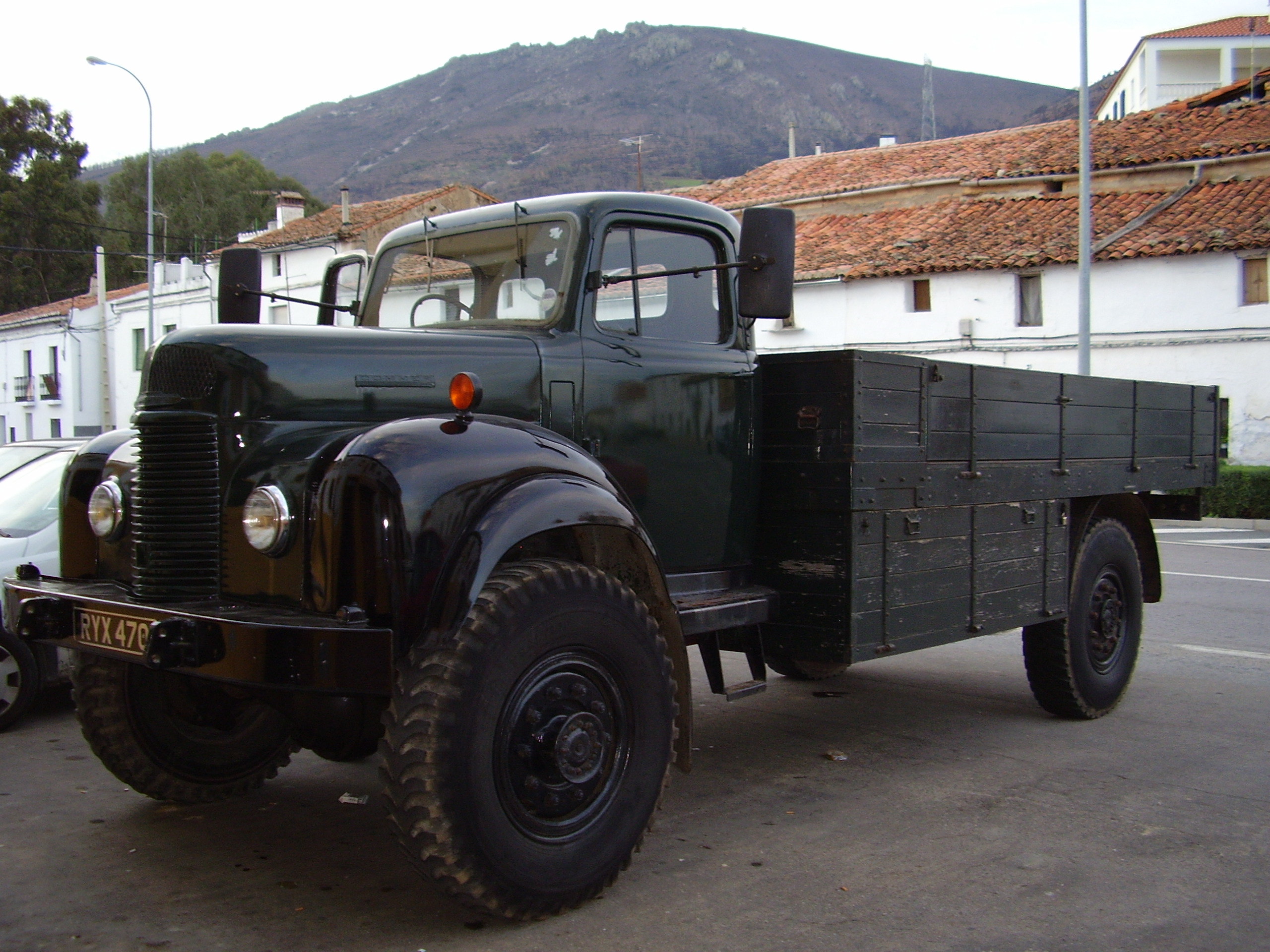
Commer Q4 Model z lat 40.
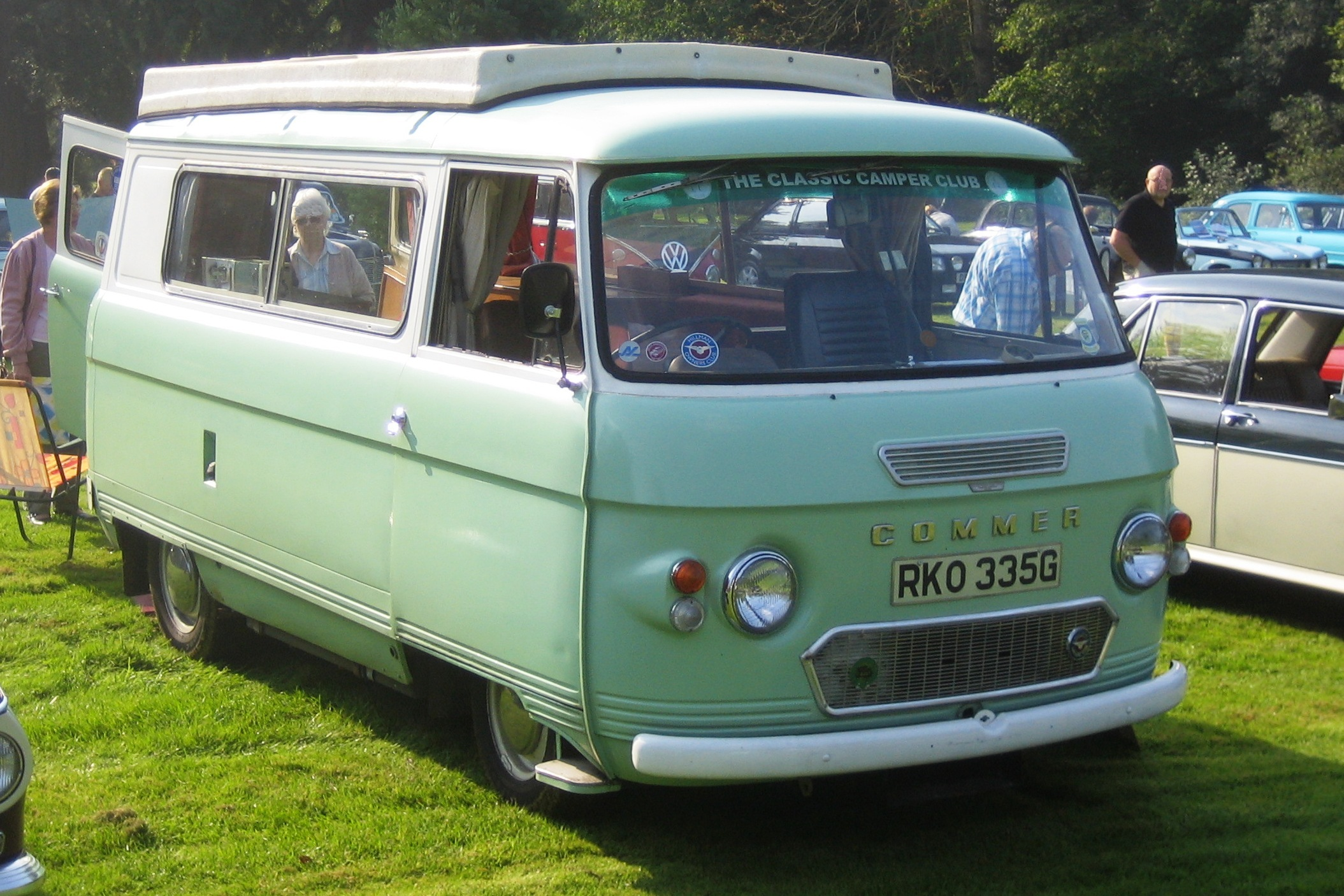
Model 1968
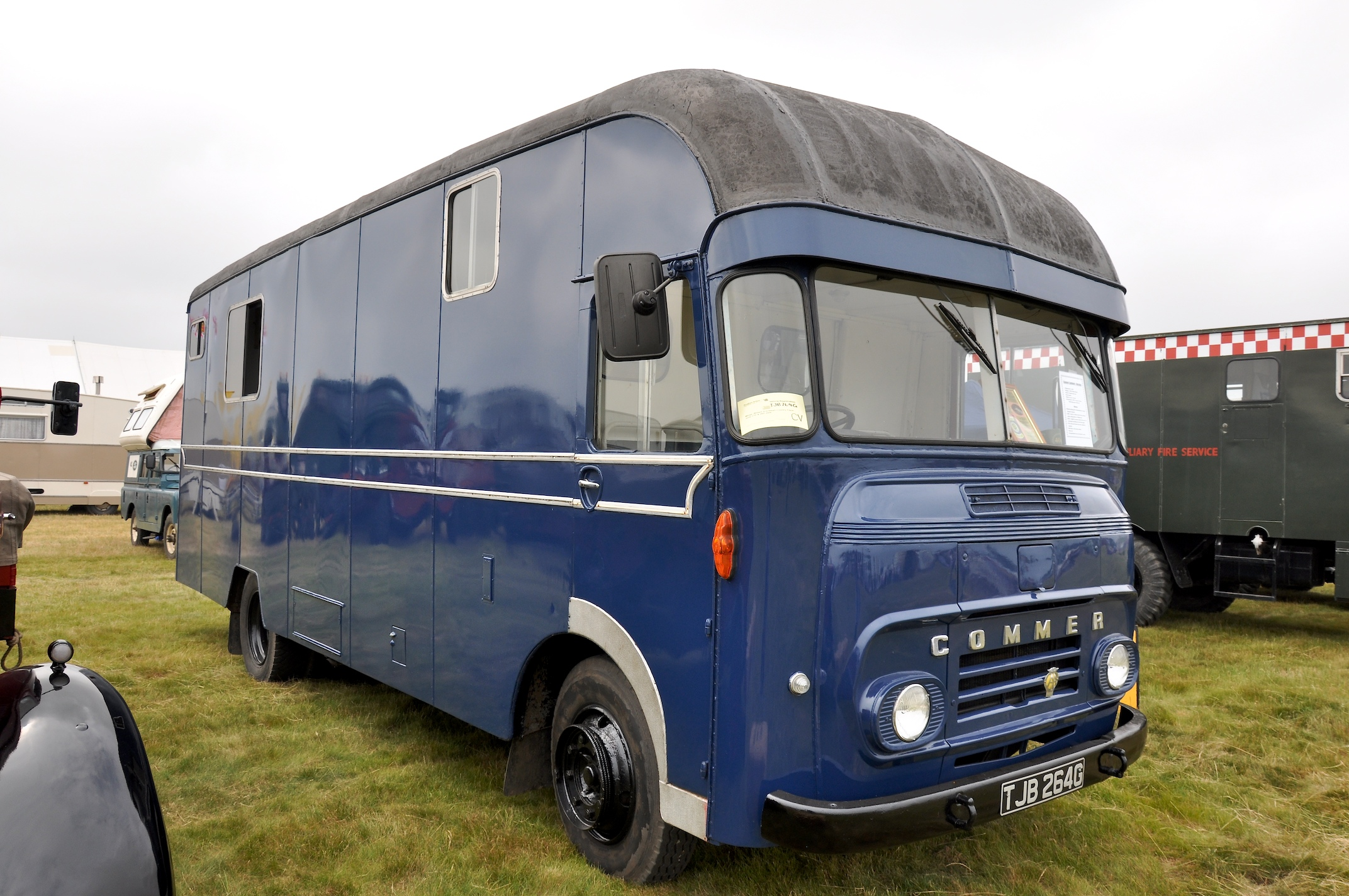
Commer Horsebox model 1969
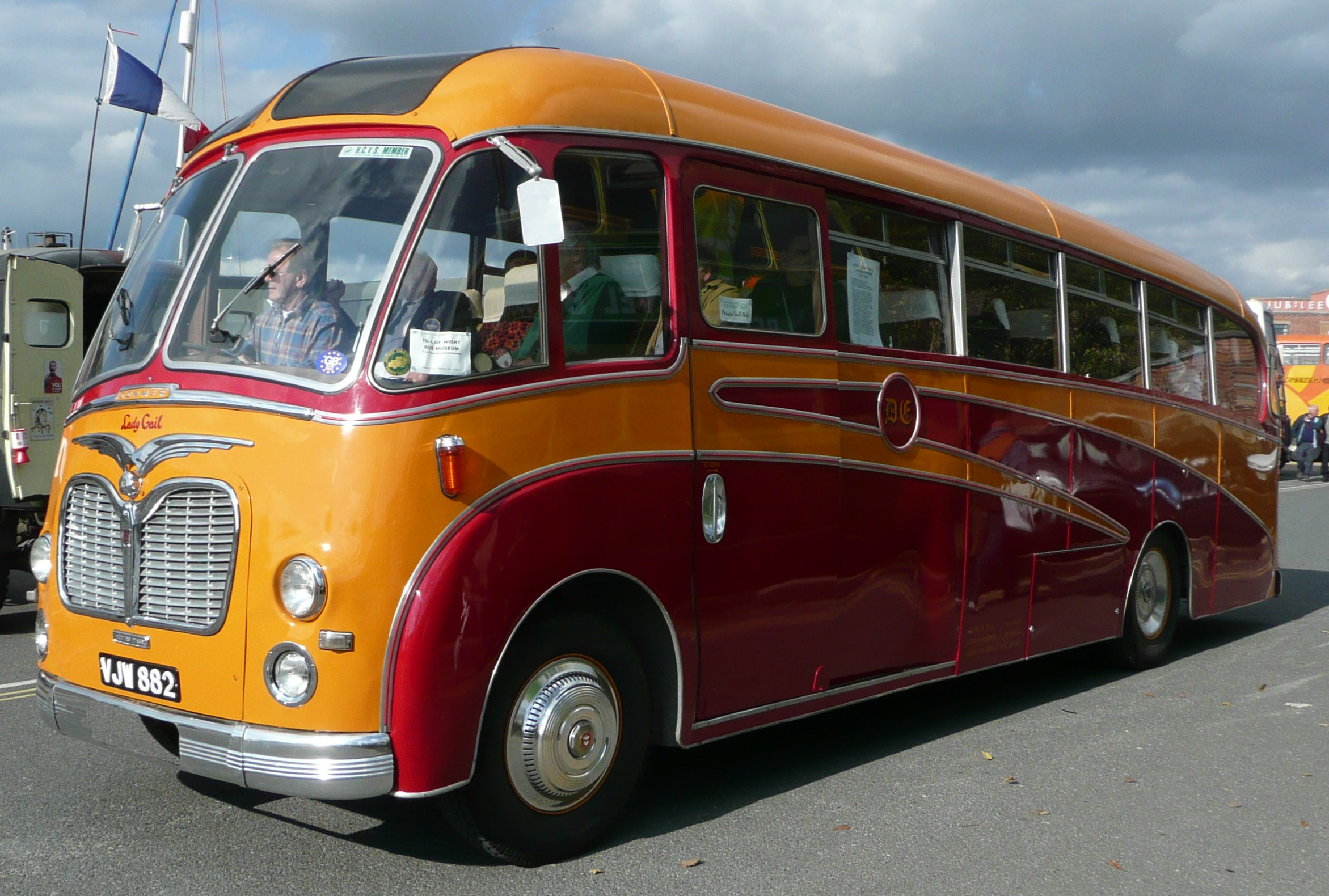
Autobus Commer
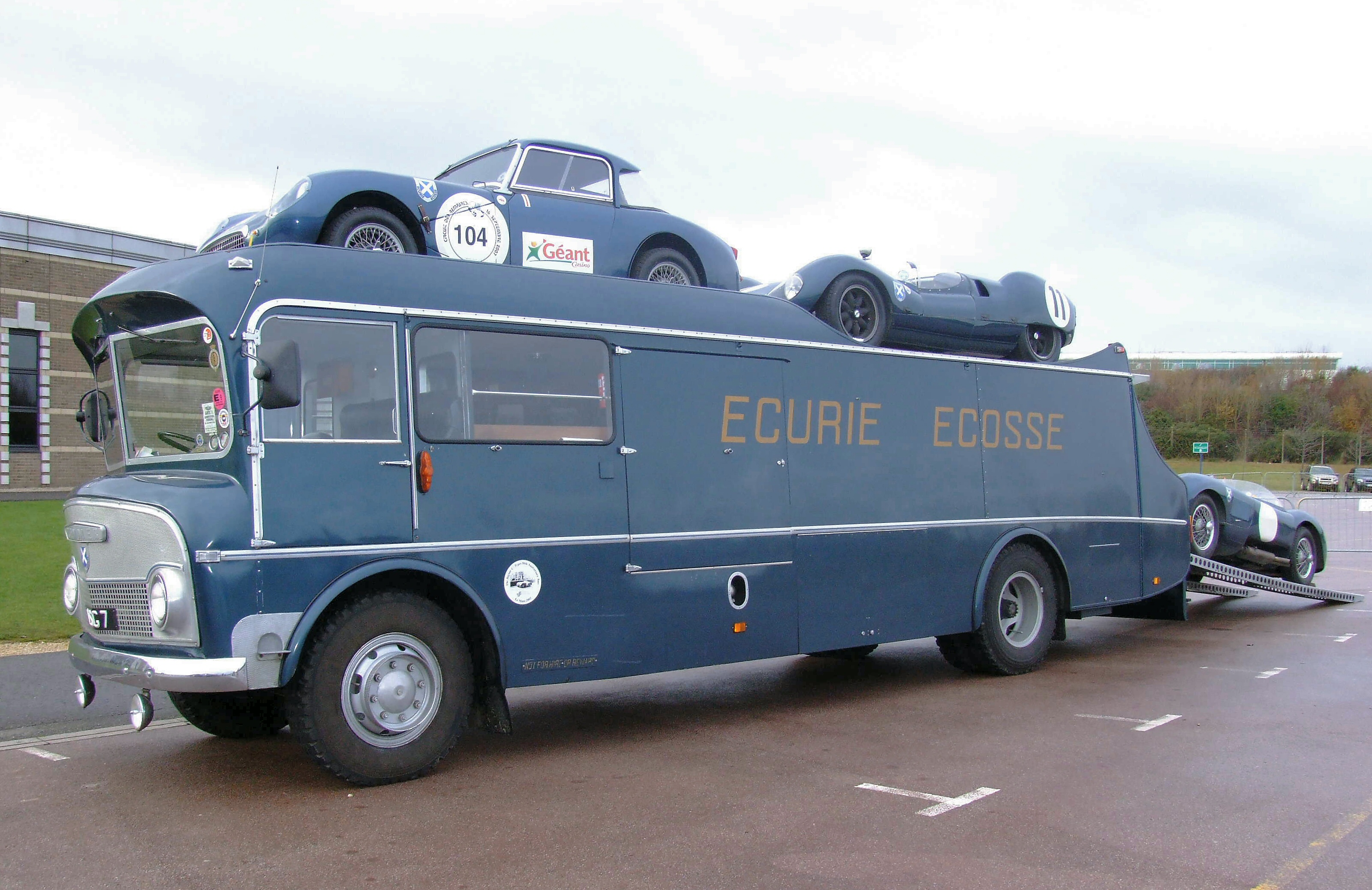
Transporter samochodów wyścigowych lata 50.